# Мальва мутовчатая
Ма́льва муто́вчатая, или просви́рник мутовчатый, просви́рник мелюка, или просви́рник курчавый(лат. Málva verticilláta) — вид растений рода Мальва (Malva) семейства Мальвовые (Malvaceae). Медоносное, лекарственное, пищевое и декоративное растение.

## Ботаническое описание
Двулетние травянистые растения высотой 50—120 см со слабо опушёнными стеблями.
Прилистники 3—5×2—4 мм, яйцевидно-ланцетовидной формы. Черешки 2—15 см длиной, с покрытой пухом нижней стороной. Листья 3—11×2—11 см, округлой или почти округлой формы, почти гладкие, пяти—семи-дольчатые, с зубчатым краем.
Цветки располагаются в пазухах листьев, собраны в количестве до трёх, на цветоножках 0,2—4 см длиной. Подчашие состоит из нитевидно-ланцетовидных долей 3—6 мм длиной. Чашечки 5—8 мм длиной, с широкотреугольными бороздчатыми долями. Венчики беловатого или красноватого цвета, с на конце вдавленными лепестками около 7 мм длиной. Тычинки 3—4 мм длиной.
Плоды шаровидной формы, 5—7 мм в диаметре, состоят из 10—12 сетчатых плодиков. Семена гладкие, около 1,5 мм в диаметре, почковидной формы, фиолетово-коричневого цвета.

## Распространение
Произрастает на холмах, в полях. Родина мальвы — Китай. Завезена в Северную Америку, Европу и Западную Африку.
На территории России встречается в европейской части и Западной Сибири.

## Экология
Растение среднеспелое, влаголюбивое, холодостойкое, менее засухоустойчиво, чем другие виды. Размножается семенами Всхожесть сохраняется 4—6 лет. В северных условиях семена могут физиологически не вызреть и требовать посевной стратификации.
Семена прорастают при 6—8 °С, лучше при 10 °С. Всходы мелкие и первые 4—5 недель растут медленно. Всходы выдерживают кратковременные заморозки до —4 °С, а взрослые растение до —6 °С. Не выносит переувлажнение почвы. Вегетационный период длится 91—130 дней. К концу вегетации может достигать до 220 см высоты.
Из вредителей повреждается гусеницей мальвовой моли, репейницы и лугового мотылька, паутинным клещем. Из болезней наибольший вред наносит антракноз.

## Химический состав
В зависимости от фаз развития и района возделывания в зелёной массе на сухое вещество содержится: 16,8—26,8 % протеина, 2,3—4,5 % жира, 21,1—26,7 % клетчатки, 31,7—41,2 % БЭВ, 8,1—16,9 % золы, 91—201 мг/кг каротина и 297 мг аскорбиновой кислоты.

## Значение и применение
В культуре даёт высокий урожай надземной массы. На севере при ранней уборке до 200 ц/га, а при скашивании на силос до 290 ц/га. Благодаря высокой облиственности и урожайности считается ценным в кормовом отношении растением. Хорошо поедается животными.
В молодом состоянии растение используют на зелёную подкормку, а в фазе цветения на травяную муку. Хороший предшественник для зерновых и картофеля. Используется как парозанимающая культура.

## Классификация

### Таксономия
|  |                                      |  |                                                       |                                                       |                     |  | ещё 10 семейств (согласно Системе APG II) | ещё 10 семейств (согласно Системе APG II) |                       |  | |  | ещё около 25 видов | ещё около 25 видов |  |
|  |                                      |  |                                                       |                                                       |                     |  | ещё 10 семейств (согласно Системе APG II) | ещё 10 семейств (согласно Системе APG II) |                       |  | |  | ещё около 25 видов | ещё около 25 видов |  |
|  |                                      |  |                                                       | порядок Мальвоцветные                                 |                     |  |                                           |                                           | род Мальва            |  | |  |                    |                    |  |
|  |                                      |  |                                                       | порядок Мальвоцветные                                 |                     |  |                                           |                                           | род Мальва            |  | 3—5 разновидностей: - Malva verticillata var. chinensis - Malva verticillata var. crispa - Malva verticillata var. neuroloma - Malva verticillata var. rafiquii - Malva verticillata var. verticillata |  |                    |                    |  |
|  | отдел Цветковые, или Покрытосеменные |  |                                                       |                                                       | семейство Мальвовые |  |                                           |                                           | вид Мальва мутовчатая |  | |  |                    |                    |  |
|  | отдел Цветковые, или Покрытосеменные |  |                                                       |                                                       |                     |  |                                           |                                           |                       |  | |  |                    |                    |  |
|  |                                      |  | ещё 44 порядка цветковых растений (по Системе APG II) | ещё 44 порядка цветковых растений (по Системе APG II) |                     |  |                                           | ещё около 205 родов                       | ещё около 205 родов   |  | |  |                    |                    |  |
|  |                                      |  |                                                       | ещё 44 порядка цветковых растений (по Системе APG II) |                     |  |                                           |                                           | ещё около 205 родов   |  | |  |                    |                    |  |